# Rentian, Fujian
Rentian (kinesiska: 稔田) är en köping i sydöstra Kina. Den ligger i Shanghang härad i staden Longyan i provinsen Fujian, omkring 300 kilometer sydväst om provinshuvudstaden Fuzhou. Antalet invånare är 12 740. Befolkningen består av 6 645 kvinnor och 6 095 män. Barn under 15 år utgör 17,0 %, vuxna 15-64 år 65 %, och äldre över 65 år 16,0 %.